# Robert Gist
Pour les articles homonymes, voir Gist.
Robert Gist est un acteur, réalisateur et metteur en scène américain, de son nom complet Robert Marion Gist, né le 1er octobre 1917 à Chicago (Illinois), mort le 21 mai 1998 à Magalia (Californie).

## Biographie
Au cinéma, Robert Gist est acteur dans vingt-deux films américains, entre 1947 et 1962. Le premier est Le Miracle sur la 34e rue (un petit rôle non crédité) de George Seaton, avec Maureen O'Hara et John Payne ; le dernier est Jack le tueur de géants de Nathan Juran, avec Kerwin Mathews et Judi Meredith.
Dans l'intervalle, il contribue notamment à L'Inconnu du Nord-Express d'Alfred Hitchcock (1951, avec Farley Granger et Robert Walker), Un si doux visage d'Otto Preminger (1952, avec Jean Simmons et Robert Mitchum), Tous en scène de Vincente Minnelli (1953, avec Fred Astaire et Cyd Charisse), Les Nus et les Morts de Raoul Walsh (1958, avec Raymond Massey et Cliff Robertson), ou encore Opération Jupons de Blake Edwards (1959, avec Cary Grant et Tony Curtis).
Notons ici qu'à l'occasion d’Un homme change son destin de Sam Wood (1949, avec James Stewart et June Allyson), il rencontre Agnes Moorehead — la mère de Stewart dans le film — qu'il épouse en 1954 (mariage éphémère qui se solde par un divorce en 1958).
À la télévision, Robert Gist est acteur dans quarante séries, de 1955 à 1971, dont les séries-westerns Gunsmoke (trois épisodes, 1955-1958) et Rawhide (trois épisodes, 1959-1962).
En 1959, sur le tournage du film pré-cité Opération Jupons, il s'intéresse à la mise en scène et reçoit les conseils de Blake Edwards, par ailleurs créateur de la série Peter Gunn qui lui en confie la réalisation de vingt épisodes, diffusés en 1960 et 1961.
Par la suite, Robert Gist est réalisateur sur vingt-huit autres séries jusqu'en 1970, dont Les Incorruptibles (deux épisodes, 1962-1963) et Star Trek (un épisode, 1967). Il réalise également un téléfilm diffusé en 1963 (The Wall to Wall War, avec Harry Morgan et Guy Stockwell), ainsi que deux films, sortis en 1964 et 1966 (le premier est Della, avec Joan Crawford et Diane Baker ; le second est Sursis pour une nuit, avec Stuart Whitman et Janet Leigh).
Au théâtre enfin, il travaille à Broadway (New York) entre 1944 et 1964, comme acteur (deux pièces), régisseur (deux pièces) et metteur en scène (une pièce, créée sous sa direction à Los Angeles en 1961) — voir détails ci-dessous —.

## Filmographie partielle

### Comme acteur

#### Au cinéma
- 1947 : Le Miracle sur la 34e rue (Miracle on 34th Street) de George Seaton
- 1949 : L'Ange de la haine (Jigsaw) de Fletcher Markle
- 1949 : Un homme change son destin (The Stratton Story) de Sam Wood
- 1949 : La Scène du crime (Scene of the Crime) de Roy Rowland
- 1949 : Toute la rue chante (Oh, You Beautiful Doll) de John M. Stahl
- 1949 : Dangereuse profession (en) (A Dangerous Profession) de Ted Tetzlaff
- 1950 : La Rue de la gaieté (Wabash Avenue) de Henry Koster
- 1950 : J'étais une voleuse (I was a shoplifter) de Charles Lamont
- 1950 : Ma brute chérie (Love That Brute) d'Alexander Hall
- 1950 : Gare au percepteur (The Jackpot) de Walter Lang
- 1951 : L'Inconnu du Nord-Express (Strangers on a Train) d'Alfred Hitchcock
- 1952 : Un si doux visage (Angel Face) d'Otto Preminger
- 1952 : Une minute avant l'heure H (One Minute to Zero) de Tay Garnett
- 1953 : Tous en scène (The Band Wagon) de Vincente Minnelli
- 1956 : Au sixième jour (D-Day the Sixth of June) d'Henry Koster
- 1958 : Les Nus et les Morts (The Naked and the Dead) de Raoul Walsh
- 1958 : Wolf Larsen d'Harmon Jones
- 1959 : La police fédérale enquête (The FBI Story) de Mervyn LeRoy
- 1959 : Opération Jupons (Operation Petticoat) de Blake Edwards
- 1959 : Al Capone de Richard Wilson
- 1961 : Hold-up au quart de seconde (Blueprint for Robbery) de Jerry Hopper
- 1962 : Jack le tueur de géants (Jack the Giant Killer) de Nathan Juran

#### À la télévision (séries)
- 1955-1958 : Gunsmoke ou Police des plaines (Gunsmoke ou Marshal Dillon)
  - Saison 1, épisode 10 The Queue (1955) de Charles Marquis Warren
  - Saison 3, épisode 23 Wild West (1958) de Richard Whorf
  - Saison 4, épisode 4 Monopoly (1958)
- 1958-1961 : Peter Gunn
  - Saison 1, épisode 13 The Jockey (1958) de Lamont Johnson
  - Saison 2, épisode 17 The Grudge (1960) de Lamont Johnson
  - Saison 3, épisode 38 Murder on the Line (1961) (+ réalisateur)
- 1959-1962 : Rawhide
  - Saison 1, épisode 6 Incident of the Power and the Plow (1959) d'Andrew V. McLaglen
  - Saison 3, épisode 6 Incident on the Road to Yesterday (1960) de R. G. Springsteen
  - Saison 4, épisode 16 The Woman Trap (1962)
- 1960 : Les Aventuriers du Far West (Death Valley Days)
  - Saison 8, épisode 21 The Strangers
- 1960 : Les Incorruptibles (The Untouchables), première série
  - Saison 1, épisode 21 Tueur sans gages, 1re partie (The Unhired Assassin, Part I) d'Howard W. Koch
- 1960 : Perry Mason, première série
  - Saison 3, épisode 21 The Case of the Nimble Nephew de Richard Kinon

### Comme réalisateur

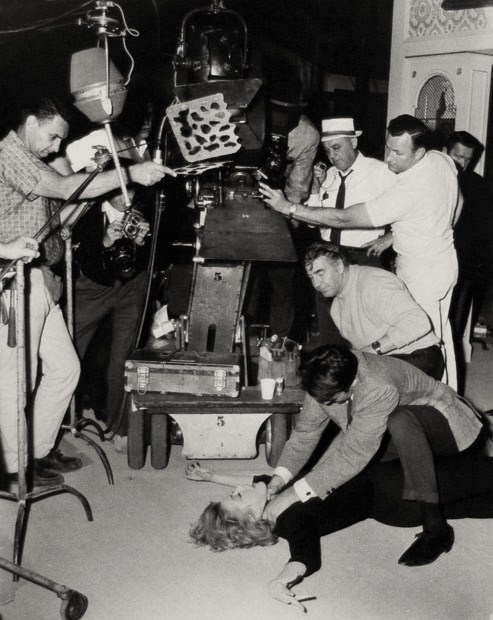
Sur le tournage de Sursis pour une nuit (1966), derrière Eleanor Parker et Stuart Whitman, avec le directeur de la photographie Sam Leavitt (en chapeau blanc)

#### Au cinéma
- 1964 : Della
- 1966 : Sursis pour une nuit (An American Dream)

#### À la télévision
(séries, sauf mention contraire)
- 1960-1961 : Peter Gunn
  - Saisons 2 et 3, 20 épisodes
- 1962 : Route 66 (titre original)
  - Saison 2, épisode 24 Even Stones have Eyes
  - Saison 3, épisode 4 Ever ride the Waves in Oklahoma ? et épisode 6 Lizard's Leg and Owlet's Wing
- 1962-1963 : Les Incorruptibles (The Untouchables)
  - Saison 4, épisode 9 L'École de la mort (Come and Kill Me, 1962) et épisode 19 Œil pour œil (An Eye for an Eye, 1963)
- 1963 : The Wall to Wall War (téléfilm)
- 1963 : Le Jeune Docteur Kildare (Dr Kildare)
  - Saison 2, épisode 20 A Trip to Niagara et épisode 33 A Hand Held Out in Darkness
- 1963 : La Quatrième Dimension (The Twilight Zone)
  - Saison 4, épisode 12 Un rêve de génie (I dream of Genie)
- 1966 : Le Fugitif (The Fugitive)
  - Saison 3, épisode 26 The White Knight
- 1967 : Star Trek
  - Saison 1, épisode 13 : Galilée ne répond plus (The Galileo Seven)
- 1967 : Laredo
  - Saison 2, épisode 24 Like One of the Family
- 1968 : Le Grand Chaparral (The High Chaparral)
  - Saison 1, épisode 26 The Hair Hunter
- 1968-1969 : Les Aventures imaginaires de Huckleberry Finn (The New Adventures of Huckleberry Finn)
  - Saison unique, épisode 13 The Eye of Doorgah (1968) et épisode 20 All Whirlpools lead to Atlantis (1969)
- 1969 : Mission impossible (Mission : Impossible), première série
  - Saison 3, épisode 15 Le Système (The System)
- 1969 : Hawaï police d'État (Hawaii Five-0)
  - Saison 2, épisode 9 SOS Singapour (The Singapore File)
- 1969 : Opération vol (It takes a Thief)
  - Saison 3, épisode 14 Le Scorpion (The Scorpio Drop)
- 1970 : Le Virginien (The Virginian)
  - Saison 8, épisode 16 Nightmare

## Théâtre
(à Broadway, sauf mention contraire)
- 1944-1949 : Harvey de Mary Chase, avec Frank Fay, Josephine Hull, Jesse White (pièce adaptée au cinéma en 1950) (comme acteur et assistant-régisseur)
- 1952 : Don Juan in Hell[2] de George Bernard Shaw, mise en scène de Charles Laughton, avec Charles Boyer, Cedric Hardwicke, Charles Laughton, Agnes Moorehead (habillée par Walter Plunkett) (comme régisseur)
- 1954-1955 : The Caine Mutiny Court-Martial d'Herman Wouk, avec Henry Fonda, Russell Hicks, John Hodiak, Lloyd Nolan (comme acteur)
- 1961 : Conversation at Midnight d'Edna St. Vincent Millay, avec Jack Albertson, James Coburn, Eduard Franz, Sandy Kenyon (à Los Angeles) (comme metteur en scène)
- 1964 : Conversation at Midnight d'Edna St. Vincent Millay, reprise, avec Eduard Franz (comme metteur en scène)